# 모헤지역
모헤지역(일본어: 茂辺地駅, もへじえき)은 일본 홋카이도 호쿠토시에 있는 도난 이사리비 철도 도난 이사리비 철도선의 철도역이다.

## 역 구조
2면 3선의 복합식 승강장이 있는 지상역으로, 고료카쿠 역에서 관리하는 간이 업무 위탁역이다. JR에서 업무를 위탁받은 개인이 역사에서 승차권을 판매하고 있으며, 승차권은 미리 주 수요 구간에 맞추어 발매받은 승차권을 판매한다.

## 역 주변
- 호쿠토 시립 모헤지 초등학교
- 호쿠토 시립 모헤지 중학교
- 모헤지 우체국

## 역사
- 1930년 10월 25일 - 일본국유철도의 일반역으로 개업.
- 1970년 12월 12일 - 화물 취급 중지.
- 1982년 - 무인화.
- 1984년 2월 1일 - 수하물 취급 중지.
- 1986년 11월 1일 - 업무 간이 위탁화.
- 1987년 4월 1일 - 일본국유철도 분할 민영화로 홋카이도 여객철도가 계승.
- 1988년 12월 10일 - 역사 개축.
- 2016년 3월 26일 - 홋카이도 신칸센 개통에 따라, 도난 이사리비 철도에게 이관됨.

## 인접한 역
| 도난 이사리비 철도 도난 이사리비 철도선 | 도난 이사리비 철도 도난 이사리비 철도선 | 도난 이사리비 철도 도난 이사리비 철도선 |
| --------------------------------------- | --------------------------------------- | --------------------------------------- |
| sh05 오시마토베쓰 기코나이 방면         | ■ 도난 이사리비 철도선                  | sh07 가미이소 하코다테 방면             |